# Handball-Oberliga Baden-Württemberg der Frauen 2016/17
Die Handball-Oberliga Baden-Württemberg der Frauen 2016/17 wurde unter dem Dach der Handballverbände Baden, Südbaden sowie Württemberg organisiert. Sie ist die höchste Spielklasse des Verbundes und wird unterhalb der 3. Liga als vierthöchste Spielklasse im deutschen Ligensystem eingestuft.

## Saisonverlauf
Die Handball-Oberliga Baden-Württemberg der Frauen 2016/17 war die siebzehnte Ausspielung dieser Handballliga.

### Modus
Vierzehn Mannschaften spielten eine Vor- und Rückrunde. Nach Abschluss der daraus resultierenden Spieltage sind Meister und Vizemeister in die 3. Liga aufgestiegen und vier Mannschaften in die Verbandsligen abgestiegen.

## Teilnehmer
Nicht mehr dabei waren die Auf- und Absteiger der Vorsaison. Neu hinzukamen die Absteiger (A) der 3. Liga und die Aufsteiger (N) aus den Verbandsligen.

Handballverband Baden

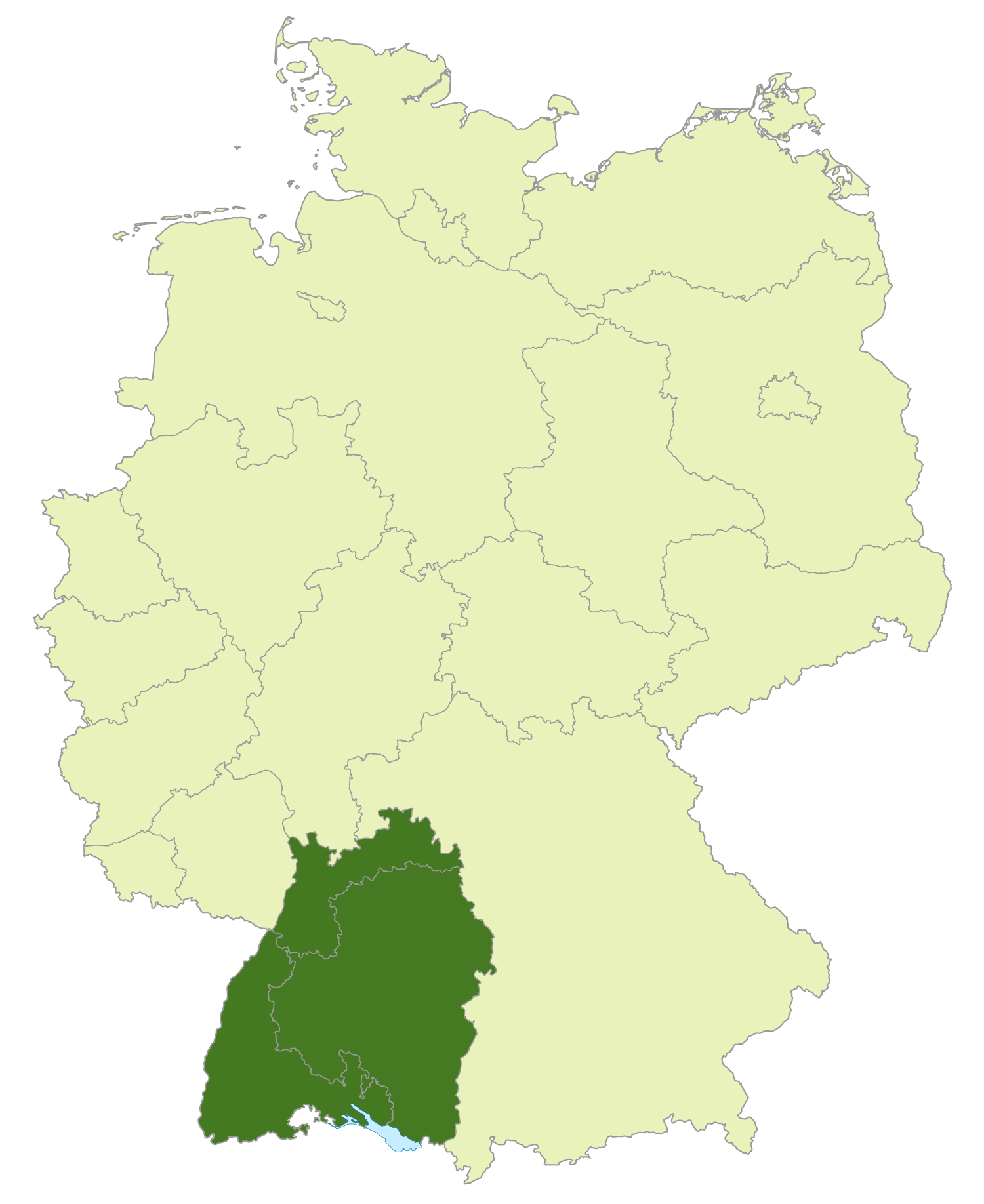
Bereich Handball-Oberliga
Baden-Württemberg

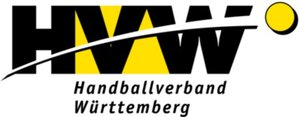
Handballverband Württemberg

### Abschlussplatzierungen
|  1. TuS Metzingen II  2. TSG Ketsch II (N) - 3. SG Kappelwindeck/Steinbach (N) - 4. TSV Bönnigheim 1895 - 5. HSG St. Leon/Reilingen - 6. SV Allensbach 1907 II (N) - 7. TSV Wolfschlugen (N) - 8. HSG Mannheim - 9. TuS 1920 Ottenheim - 10 FSG Donzdorf/Geislingen  11 SF Schwaikheim (N)  12 WSG Eningen/Pfullingen  13 TS Ottersweier  14 SG Nußloch |

(A) = Absteiger aus der 3. Liga (N) = neu in der Liga (R) = Rückzug
  Meister und Aufsteiger zur 3. Liga 2017/18
 Aufsteiger zur 3. Liga 2017/18
- Für die Oberliga 2017/18 qualifiziert